# جوش فورد
جوش فورد (بالإنجليزية: Josh Ford)‏ (6 نوفمبر 1987 بليفربول في الولايات المتحدة - ) هو لاعب كرة قدم أمريكي في مركز حراسة المرمى. لعب مع أورلاندو سيتي وسياتل ساوندرز ونادي سان أنطونيو وOrange County SC ‏ وRhode Island Stingrays ‏ وFort Lauderdale Strikers (2006–2016) ‏.

## روابط خارجية
- جوش فورد على موقع الدوري الأمريكي (الإنجليزية)
- جوش فورد على موقع قاعدة بيانات كرة القدم.إي يو (الإنجليزية)
- جوش فورد على موقع AS.com (الإسبانية)